# Radicofani
Radicofani település Olaszországban, Toszkána régióban, Siena megyében. Lakosainak száma 1060 fő (2023. január 1.). Radicofani Abbadia San Salvatore, Castiglione d’Orcia, San Casciano dei Bagni, Sarteano és Pienza községekkel határos.

## Népesség
A település lakossága az elmúlt években az alábbi módon változott:
| Lakosok száma | 1088 | 1073 | 1060 |
|               | 2017 | 2018 | 2023 |